# Bahnhof Baden
Der Bahnhof Baden (CH) der Schweizerischen Bundesbahnen (SBB) ist der Bahnhof der Stadt Baden im Kanton Aargau. Er wurde 1847 als Endstation der Schweizerischen Nordbahn («Spanisch-Brötli-Bahn»), der zweiten Eisenbahnlinie der Schweiz, eröffnet und ist somit einer der ältesten Bahnhöfe des Landes. Das von Ferdinand Stadler entworfene Stationsgebäude ist das älteste der Schweiz, welches im Originalzustand erhalten geblieben ist und heute noch für den Bahnbetrieb genutzt wird. Der Badener Bahnhof ist ein Schnellzugshalt. Zwar zweigen keine Strecken ab, doch besitzt er insbesondere als Umsteigepunkt zu zahlreichen Buslinien eine grosse Bedeutung.

## Angebot
Es verkehren – meist im Halbstundentakt – InterRegio nach Basel, Bern, Zürich HB und zum Flughafen Zürich. Im Regionalzugsverkehr wird Baden durch die S23 und S27 der S-Bahn Aargau sowie die S6, S12 und zu Stosszeiten die S19 der S-Bahn Zürich bedient. Stündlich verkehrt die S23 via Brugg – Lenzburg – Aarau – Olten nach Langenthal sowie halbstündlich die S27 durch das untere Aaretal nach Koblenz und weiter abwechselnd nach Waldshut respektive Bad Zurzach. Die Zürcher S6 (Baden–Zürich Oerlikon–Zürich HB–Meilen–Uetikon) und die S12 (Brugg–Baden–Zürich HB–Winterthur–Schaffhausen/Wil) verkehren jeweils halbstündlich. Die S19 verkehrt zu Pendlerzeiten von Koblenz weiter nach Zürich HB bis Pfäffikon ZH.
Eine besondere Bedeutung spielt der Bahnhof Baden als Drehscheibe für den Busverkehr. Nicht weniger als 16 Buslinien verbinden ihn mit verschiedenen Zielen in der Stadt und in der Region. Acht Linien der Regionalen Verkehrsbetriebe Baden-Wettingen (RVBW) passieren den Bahnhof als Durchgangslinien. Daneben befindet sich hier die Endstation von acht Postauto-Linien, die insbesondere während der Hauptverkehrszeit in einem dichten Takt verkehren. Ziele der Postautos sind Bellikon, Berikon-Widen, Bremgarten (über Mellingen oder Stetten), Kaiserstuhl, Mägenwil und Tegerfelden. Daneben existieren verschiedene Nachtbuslinien. Der Bahnhof Baden verfügt über ein Mobility-Carsharing-Angebot. Vom Bahnhofplatz führt der Promenadenlift hinunter zur Limmatpromenade; zusammen mit dem anschliessenden Steg über die Limmat stellt er eine rasche Verbindung für Fussgänger und Radfahrer nach Ennetbaden her.

### Fernverkehr
- 16 Bern – Olten – Brugg AG – Zürich HB
- 36 Basel SBB – Brugg AG – Zürich HB (– Zürich Flughafen)
- 12 Olten – Brugg AG – Wettingen (– Zürich HB)
- 36 Basel SBB – Frick – Brugg – Baden – Zürich HB (ein abendliches Zugpaar am Wochenende)

### S-Bahn Zürich
- S 6 Baden – Regensdorf-Watt – Zürich HB – Uetikon
- S 12 Brugg – Altstetten – Zürich HB – Stettbach – Winterthur – Schaffhausen/Wil
- S 19 (Koblenz – Baden –) Dietikon – Zürich HB – Wallisellen – Effretikon (– Pfäffikon ZH) Verkehrt nur Werktags. Koblenz - Dietikon und Effretikon - Pfäffikon ZH nur in Hauptverkehrszeiten; nach Koblenz stündlich und Pfäffikon ZH halbstündlich

#### Nachtnetz
- SN1 Aarau – Wildegg – Brugg – Dietikon – Zürich HB – Stettbach – Winterthur

### S-Bahn Aargau
- S 23 Langenthal – Olten – Aarau – Lenzburg – Brugg – Baden
- S 27 Baden – Waldshut / – Bad Zurzach

### Bus
ab Haltestelle Bahnhof Ost
1 – 2 – 3 – 4 – 5 – 6 – 7 – 9
ab Haltestelle Bahnhof West
1 – 2 – 3 – 4 – 5 – 6

### Postauto
ab Haltestelle Postautostation
- 320 Baden – Oberrohrdorf – Berikon-Widen
- 321 Baden – Niederrohrdorf – Bellikon
- 322 Baden – Stetten – Bremgarten
- 332 Baden – Mellingen – Bremgarten
- 334 Baden – Mellingen – Mägenwil
- 352 Baden – Tiefenwaag – Endingen – Tegerfelden
- 353 Baden – Freienwil – Endingen – Tegerfelden
- 354 Baden – Niederweningen – Kaiserstuhl

Zudem verkehren am Wochenende vier Nachtbuslinien N70 N71 N72 N73 in verschiedene Richtungen der Region.

## Anlage

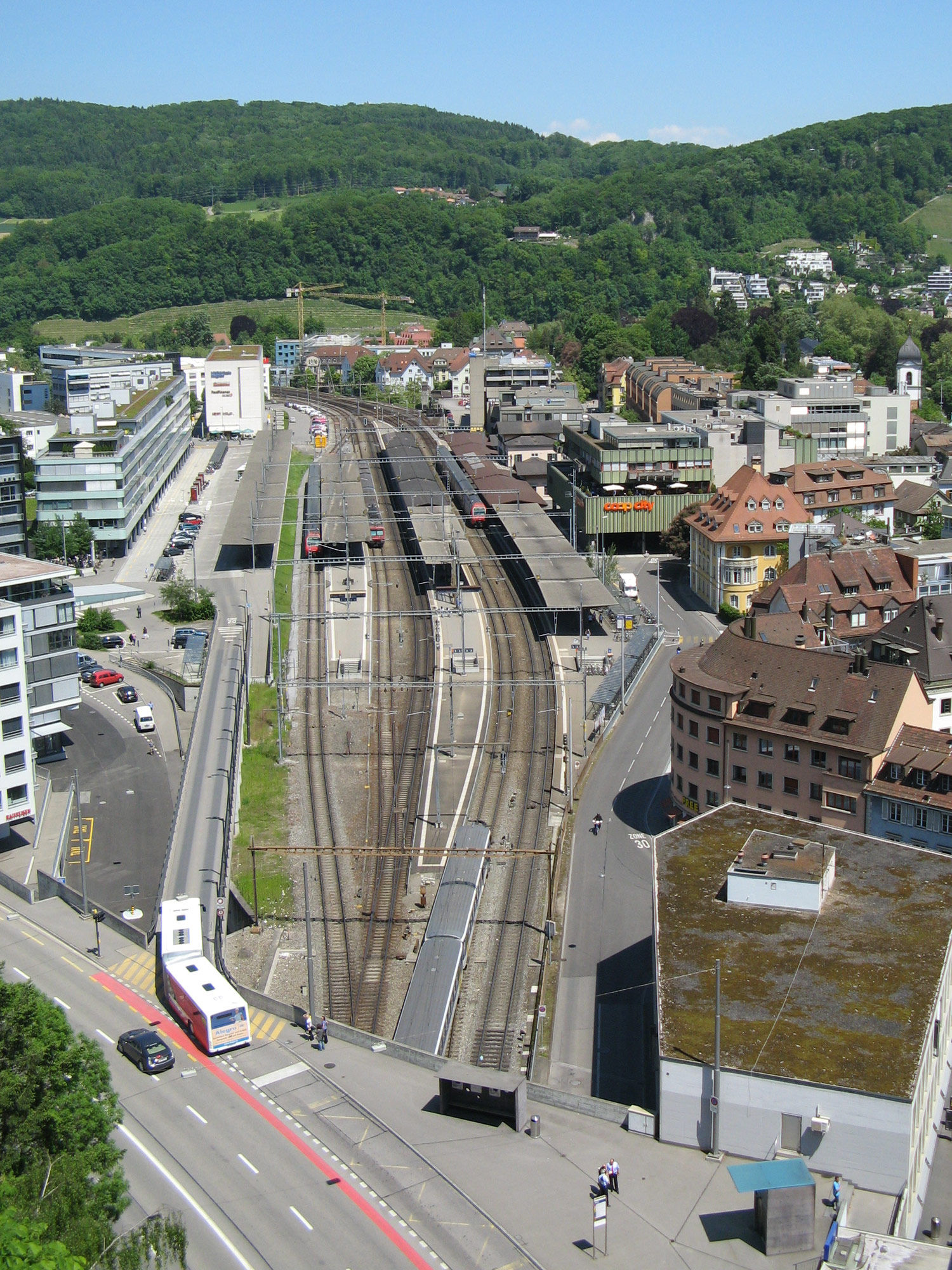
Ansicht des Bahnhofs Baden, von oben (2010)

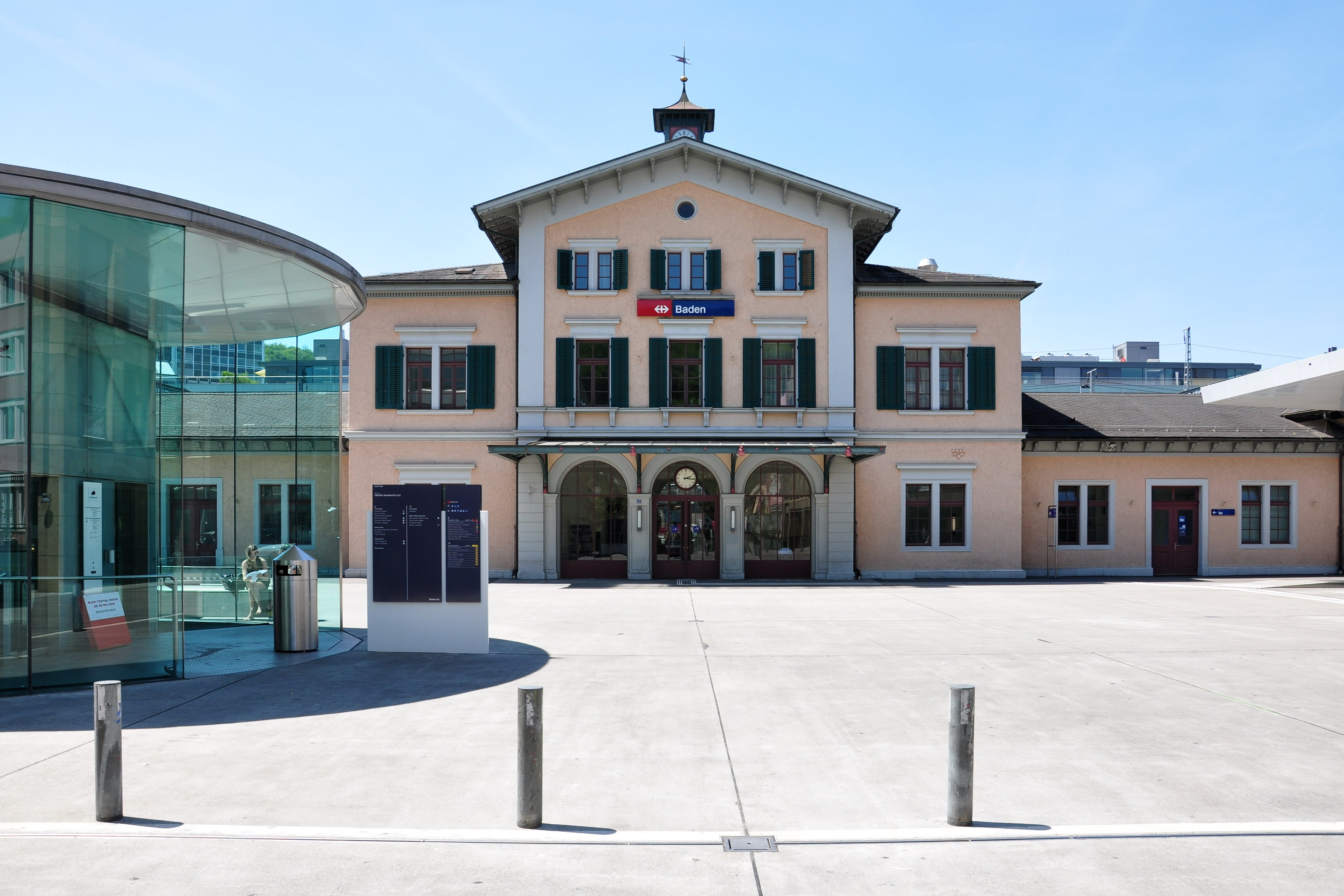
Bahnhofsgebäude, Strassenseite (2010)

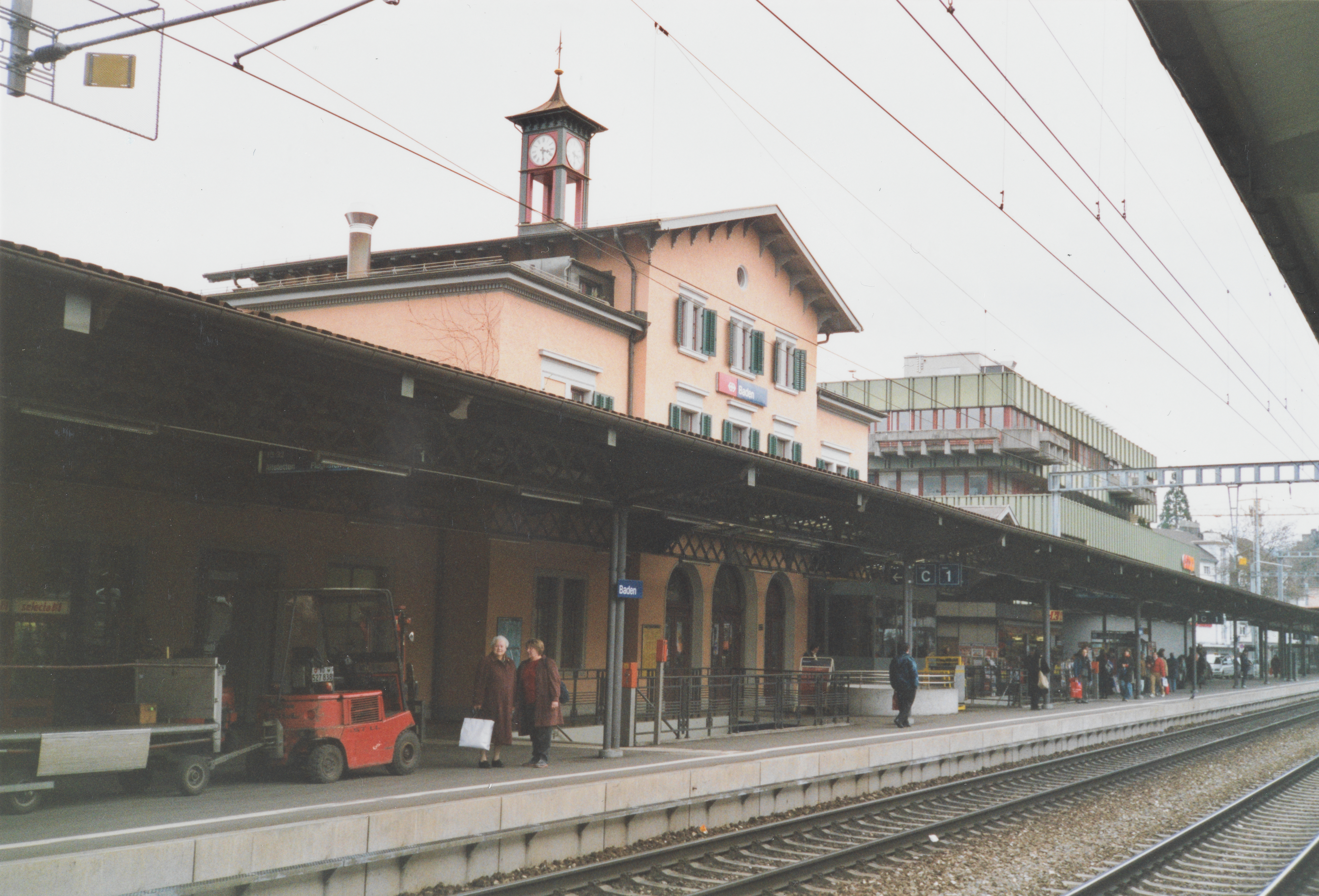
Bahnhofsgebäude Bahnseite (2004)

Im Bahnhof Baden geht die Bahnstrecke Zürich–Baden auf die Bahnstrecke Baden–Aarau über. Das Trassee verläuft zwar im Allgemeinen von Osten nach Westen. Im Bereich der Stadt Baden besitzt es jedoch eine Süd-Nord-Führung, entsprechend ist auch die Bahnhofanlage ausgerichtet. Sie besteht aus fünf Durchfahrtsgleisen mit einem Hausbahnsteig und zwei überdachten Mittelbahnsteigen. Durchgehende Züge verkehren üblicherweise auf Gleis 1 (ostwärts) oder auf Gleis 3 (westwärts). Züge mit Endhalt in Baden benutzen die Gleise 2, 4 und 5.
Unter dem Bahnhofplatz befindet sich der Metroshop, ein unterirdisches Einkaufszentrum. Dort ist auch das Reisekundenzentrum der SBB zu finden, das aus dem Bahnhofsgebäude ausgelagert wurde. Das Gebäude selbst beherbergt nur noch Gastronomiebetriebe, Geschäfte und einen Wartesaal.
Aufgrund der hohen Linien- und Taktdichte sowie der engen Platzverhältnisse ist der Busverkehr entflochten worden und fährt den Bahnhof im Richtungsbetrieb an. Auf dem Bahnhofplatz befindet sich die Busstation Ost, wo die südwärts verkehrenden RVBW-Busse halten. Die Busstation West an der Güterstrasse dient den nordwärts verkehrenden RVBW-Bussen und den Postautos (letzteren allerdings nur zum Aussteigen). Start- und Zielpunkt sämtlicher Postautolinien ist die Postautogarage, die sich unmittelbar nördlich des Bahnhofs unter der Hauptpost befindet und einen Zugang zum Metroshop besitzt.
Es gibt zwei Unterführungen: Die erste führt von der Busstation West unter dem Bahnhofsgebäude hindurch zum Metroshop und anschliessend zur Badstrasse am Ufer der Limmat. Sie stellt die wichtigste Fussgängerverbindung der Stadt in West-Ost-Richtung dar und findet ihre Fortsetzung in Form eines Stegs über die Limmat nach Ennetbaden. Die zweite Unterführung befindet sich am südlichen Ende des Gleisfeldes kurz vor dem Portal des Kreuzlibergtunnels; in der Nähe der Altstadt verbindet sie die Stadtturmstrasse mit der Bahnhofstrasse.
Das von Ferdinand Stadler entworfene Bahnhofsgebäude hat seine Grundstruktur bis heute bewahrt. Es besteht aus einem zweistöckigen, abgestuften Haupttrakt mit überhöhtem Mittelteil, der von Risaliten eingefasst wird. Auf dem Mittelfirst befindet sich ein auf vier schmalen Säulen stehender Uhrturm mit Blechhut und Wetterfahne. Der Haupteingang besitzt die Form einer dreigliedrigen Rundbogenarkade. An den Haupttrakt fügen sich an beiden Seiten symmetrische, eingeschossige Seitenflügel an. Seit 1995 ist der Bahnhof in der Liste der Kulturgüter von nationaler Bedeutung aufgeführt.

## Geschichte

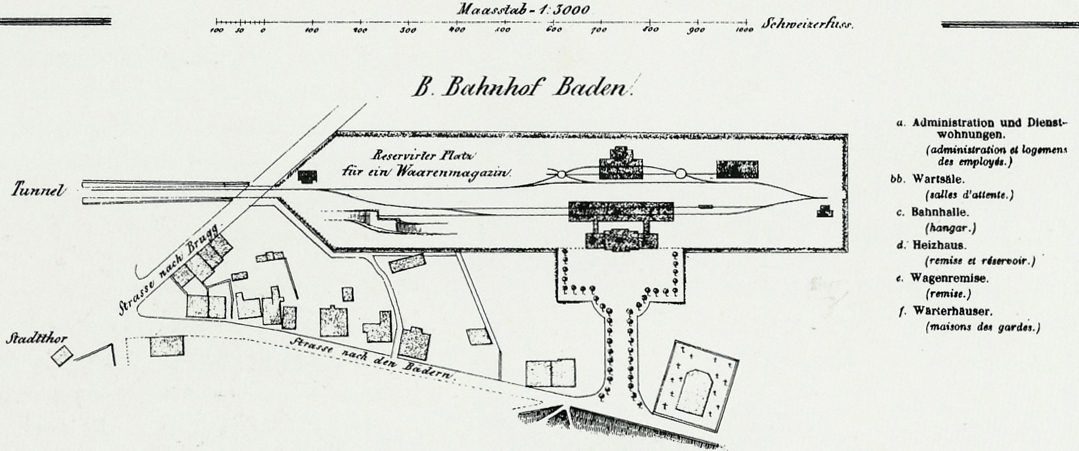
Grundriss 1847

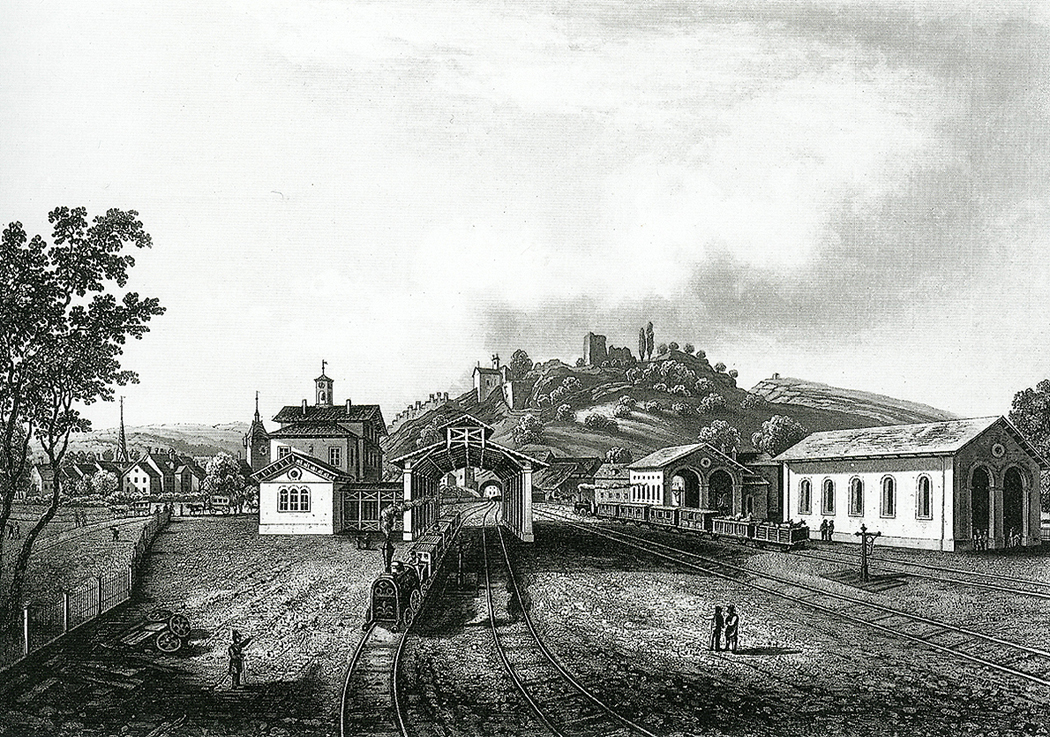
Ansicht des Bahnhofs Baden um 1850 (von Norden her, in der Bildmitte der Schlossberg mit der Ruine Stein)

Ehemalige Perronhalle (undatiert)

Verglichen mit den Nachbarländern begann das Eisenbahnzeitalter in der Schweiz relativ spät. Gründe waren topographische Schwierigkeiten, aber auch die Uneinigkeit der Kantone. 1838 war eine Bahnlinie von Zürich aus entlang der Flüsse nach Basel geplant. Im Limmattal sollte das Trassee auf der rechten Talseite verlaufen, der Badener Bahnhof wäre mehrere hundert Meter von der Stadt entfernt auf dem Wettingerfeld errichtet worden. Das Projekt scheiterte im Dezember 1841 an Geldmangel, am Widerstand der Landbevölkerung und aus verschiedenen politischen Gründen.
1846 wurde schliesslich nach längerer Vorplanung die Schweizerische Nordbahn (SNB) gegründet. Sie griff das alte Projekt auf, jedoch mit einer Linienführung links der Limmat. Die Stadt Baden hoffte, die SNB werde auch eine Zweigstrecke über Lenzburg nach Aarau bauen. Als Standort des Bahnhofs bevorzugte sie das Gebiet vor dem Mellingertor südlich der Altstadt. Damit war Chefingenieur Alois Negrelli jedoch nicht einverstanden. Er überzeugte die Stadtbehörden davon, ein Bahnhof auf dem Haselfeld nördlich der Altstadt (am heutigen Standort also) sei wegen des flachen Terrains besser geeignet und könne bei Bedarf leichter erweitert werden. Zudem werde auch das touristisch bedeutende Bäderquartier besser erschlossen.
Diese Projektänderung machte jedoch den Bau eines 80 Meter langen Tunnels unter dem Schlossberg und der Ruine Stein notwendig. Um Platz für den Tunnel zu schaffen, mussten der Pulverturm und ein Teil der Stadtmauer abgebrochen werden. Beim Bau des Schlossbergtunnels kamen zunächst Häftlinge zum Einsatz, später auch Hilfsarbeiter. Ein Sprengunglück forderte drei Todesopfer, sechs weitere Arbeiter starben an Typhus. Der Tunneldurchstich erfolgte am 14. April 1848. Währenddessen waren nach den Plänen des Architekten Ferdinand Stadler ein repräsentatives Bahnhofgebäude und ein Güterschuppen entstanden.
Am 7. August 1847 wurde die Bahnstrecke Zürich–Baden, die erste ganz auf Schweizer Boden liegende Eisenbahnlinie, feierlich eröffnet, der fahrplanmässige Betrieb begann zwei Tage später. Die Strecke erhielt bald den Spitznamen «Spanisch-Brötli-Bahn», nach dem aus Baden stammenden Gebäck Spanisch Brötli, das sich damals in Zürich grosser Beliebtheit erfreute. Die Lokomotiven wendeten in Baden auf einer Drehscheibe.
Der Weiterbau der Strecke verzögerte sich um mehrere Jahre, da der neue, im Jahr 1848 gegründete Schweizer Bundesstaat zuerst noch die gesetzlichen Grundlagen für das Eisenbahnwesen erlassen musste. 1853 ging die SNB in der Schweizerischen Nordostbahn (NOB) auf, welche die Planungen nun vorantrieb. Sie liess die Zweigstrecke Baden–Lenzburg–Aarau (später von der Schweizerischen Nationalbahn errichtet) fallen und begann im Sommer 1854 mit den Bauarbeiten an der Fortsetzung der bestehenden Strecke nach Brugg (mit einer Abzweigung an der Zwischenstation Turgi in Richtung Waldshut). Die Eröffnung erfolgte am 29. September 1856. Mit Ausnahme der Elektrifizierung der Strecke Zürich–Olten am 21. Januar 1925 ergaben sich in den folgenden 100 Jahren keine bedeutenden betrieblichen Veränderungen.
Ab Ende der 1940er Jahre begann der Strassenverkehr in Baden markant zuzunehmen. Die niveaugleichen Bahnübergänge an der Stadtturmstrasse nördlich und am Schulhausplatz südlich des Tunnelportals erwiesen sich zunehmend als Nadelöhre; die Schranken waren täglich während mehr als fünf Stunden geschlossen. Die zunächst geplante Verlegung des Bahnhofs zum Schulhausplatz stiess auf grosse Ablehnung. Schliesslich gab der Grosse Rat des Kantons Aargau 1955 der «kleinen Bahnverlegung» den Vorzug. Dieses Projekt sah den Bau des 988 m langen Kreuzlibergtunnels vor, der vom Bahnhof ausgehend die neuralgischen Stellen unterquert. Die Bauarbeiten dauerten von 1957 bis 1961, der alte Schlossbergtunnel dient seither dem Strassenverkehr.
1967 folgte die erste Umgestaltung des Bahnhofareals. In fünfjähriger Bauzeit entstand unter dem Bahnhofplatz die Ladenpassage Metroshop. Ausserdem wurden die Verkehrsströme von Fussgängern, Automobilverkehr und Bussen entflechtet. Da die Brown, Boveri & Cie. (heute Asea Brown Boveri), die nördlich des Bahnhofes ein weitläufiges Industrieareal besass, immer mehr Produktionsstätten aus dem Stadtzentrum abzog, ging der Güterverkehr markant zurück. 1988 bildeten SBB, Post, RVBW und das Baudepartement des Kantons Aargau eine Projektkommission, welche die städtebaulichen Entwicklungsmöglichkeiten rund um den Bahnhof untersuchte.
1998 begann die Umsetzung des siegreichen Gestaltungsplans. Im selben Jahr wurden der über 150-jährige Güterschuppen auf der Westseite des Bahnhofs abgerissen und die Gleise für den Güterverkehr aufgehoben. An deren Stelle entstanden ein Gebäude mit Läden und Büros (das sogenannte Langhaus) und die Busstation West, die vom Schlossberg-Strassentunnel aus über eine Rampe erreicht wird. Das Stationsgebäude wurde einer umfassenden Renovierung unterzogen, der Metroshop umgestaltet. Ein Volksfest im September 2001 bildete den Abschluss der Modernisierung. Die Postauto Schweiz AG und der Verband öffentlicher Verkehr zeichneten im Jahr 2008 den Bahnhof Baden mit dem FLUX-Preis für besonders gut konzipierte Verkehrsknoten aus.